# بلو۱

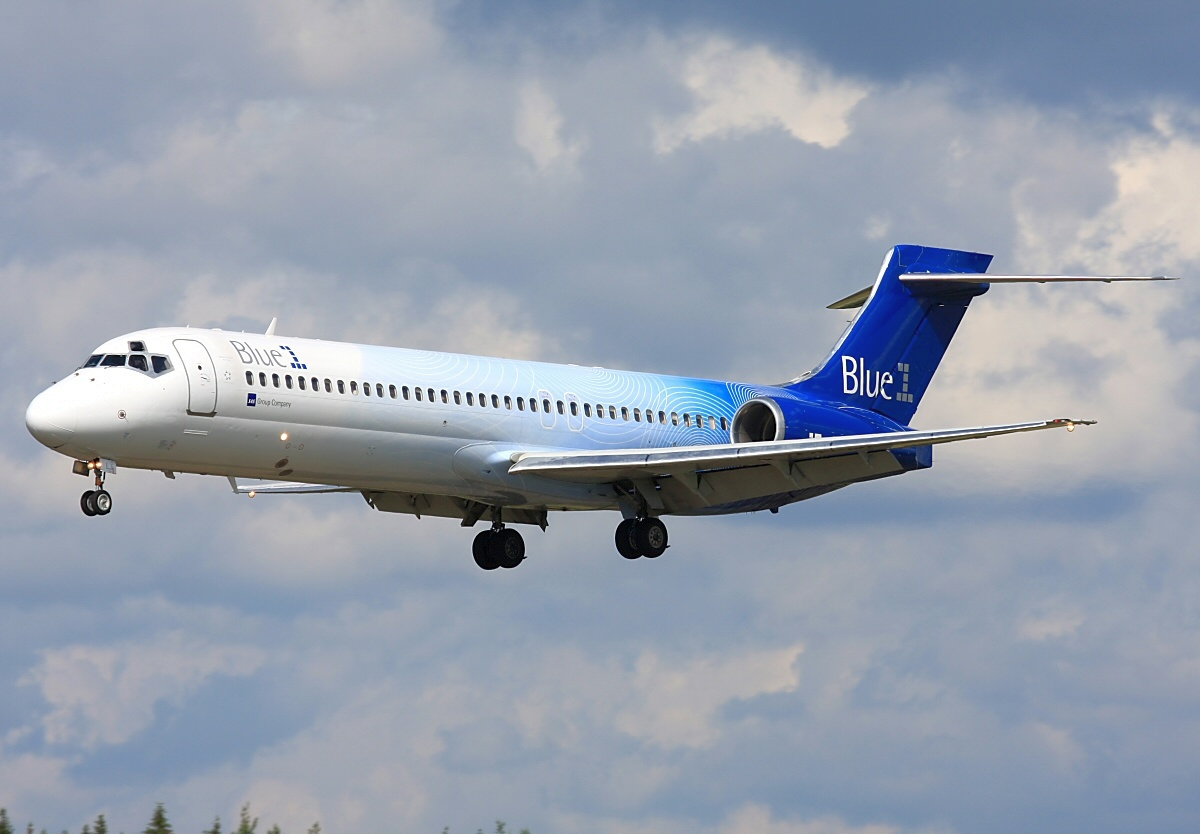
هواپیمای بوئینگ ۷۱۷ متعلق به بلو۱

بلو۱، (به انگلیسی: Blue1) شرکت هواپیمایی فنلاندی است، که از شرکت‌های تابعه گروه اس‌ای‌اس به‌شمار می‌آید. این شرکت در سال ۱۹۸۷ راه‌اندازی شد و در حال حاضر روزانه به ۲۸ شهر بزرگ اروپا، پروازهای مستقیم دارد. شرکت بلو۱ در سال ۲۰۱۲ بیش از ۱٫۷ میلیون مسافر را منتقل نموده‌است.
دفتر مرکزی این شرکت در شهر وانتا، فنلاند قرار دارد و فرودگاه کپنهاگ به‌عنوان قطب این شرکت هواپیمایی محسوب می‌شود. شرکت بلو۱ در حال حاضر در ناوگان هوایی خود، دارای ۱۲۴ فروند هواپیمای جت مسافربری می‌باشد.